# 虐殺ハッピーエンド
『虐殺ハッピーエンド』（ぎゃくさつハッピーエンド）は、原作：宮月新、作画：向浦宏和による日本の漫画。漫画アプリ『マンガPark』（白泉社）にて、2017年8月3日から2019年12月5日まで配信されていた。
2023年3月10日に『ヤングアニマルWeb』が開設し、開設日より新章となる『虐殺ハッピーエンド〜蒼の章〜』が連載されている。『マンガPark』でも同日から同時連載されている。

## あらすじ
高校生の草壁真琴は、重病に冒され意識の戻らない妹草壁詩織の治療費を稼ぐため、学校にも行けず日々バイトに明け暮れていた。酒に溺れた父親や子供を置いて逃げた母親など過酷な環境にもめげず、妹を救うべく生きてきた。
しかし、ある日から真琴と詩織は「1日1人、人を殺さないとその日をループする」という呪いを掛けられてしまう。詩織の手術日である8月10日を迎えるために、真琴は妹を救うため日々殺人を繰り返す。

## 登場人物

### 主要人物
草壁真琴（くさかべ まこと）
宮幸高校2年生。妹の治療費を稼ぐため、学校にも行けず日々バイト漬けの日々を過ごしている。
ある日から「1日1人、人を殺さないとその日をループする」という呪いを掛けられ、日々殺人を繰り返す。
草壁詩織（くさかべ しおり）
真琴の妹で中学生。剣道部。余命が短い重病に冒され、宮幸市立病院に入院している。意識の戻らない状態だが、真琴と同じくループの呪いが掛かる。
新庄弥生（しんじょう やよい）
真琴の幼馴染。彼の事を常に気にかけている。
九十九樹（つくも いつき）
頭脳明晰な警部。真琴の関わる事件を調査する。アイスに醤油をかける、プリンに豆板醤をかける等味音痴な一面を持つ。
水野紗枝（みずの さえ）
九十九の部下。女性刑事。部下の中では唯一、九十九の推理する「草壁犯人説」を信じて行動する。
片桐千春（かたぎり ちはる）
真琴のクラスメイト。真面目で学業の成績は優秀。
相沢加奈（あいざわ かな）
斗夜見町で真琴と出会う女子高生。不良のユウジやタカシとつるんでいる。
瀬戸拓真（せと たくま）
詩織の部活仲間。詩織から真琴を救うよう頼まれる。

### 主要人物の親族
父親
真琴と詩織の父親。妻と別れてからは職にも就かず、酒に溺れる毎日を送っている。
草壁早苗（くさかべ さなえ）
真琴と詩織の母親。子供たちを置いてどこかへ出て行った。
相沢夏生（あいざわ なつき）
加奈の母親。病に冒され入院している。
片桐百合子（かたぎり ゆりこ）
千春の母親。棚橋に薬を打たれ、薬物中毒者と化している。
棚橋剛（たなはし つよし）
百合子の同居人。薬物中毒者。

### その他の人物
若杉修平（わかすぎ しゅうへい）
九十九の部下。水野の同期。
仲本（なかもと）
九十九の部下。肥満体型。
高梨（たかなし）
九十九の部下。定年間近のベテラン。
加賀美（かがみ）
刑事課長。九十九達の上司で、九十九の推理する「草壁犯人説」を否定する。
鈴原かなえ（すすばら かなえ）
宮幸市立病院の看護師。詩織の担当をする。真琴と同じ年齢の息子がいるが、家庭の事は仕事に持ち込まないという心情から旧姓のままで働いている。
脇田圭吾（わきた けいご）
新聞配達員で、真琴のバイトの同僚。ドラッグ中毒者で、真琴から妹の治療費を奪おうとして撲殺される。
沢ノ井聖哉（さわのい せいや）
真琴の同級生。千春がバイト先で万引きしていた所を目撃し脅迫する。彼女に対して輪姦を行った後、真琴に両目を潰され川で溺死する。
梶原拓巳（かじわら たくみ）
真琴の同級生。沢ノ井や森下と共に千春を脅迫・輪姦した。裕福な家庭に育ち、幼い妹もいる等家庭環境は恵まれていた。真琴に呼び出された上で公園の展望台から落とされ転落死する。
森下大樹（もりした だいき）
真琴の同級生。沢ノ井や梶原と共に千春を脅迫・輪姦した。梶原と同様、真琴に呼び出された上で撲殺される。
竹原（たけはら）
A大学ゴルフサークルのキャプテン。サークルに集まった女子大生に対して、サークルメンバーと共に薬物の使用や輪姦を行う。
理緒（りお）
蛭巻村に帰省に来ていた女子高生。

## 書誌情報
- 宮月新（原作） ・ 向浦宏和（作画） 『虐殺ハッピーエンド』 白泉社〈ヤングアニマルコミックス〉、全8巻
  1. 2017年9月19日発売[9]、ISBN 978-4-592-16201-8
  2. 2018年1月29日発売[10]、ISBN 978-4-592-16202-5
  3. 2018年5月29日発売[11]、ISBN 978-4-592-16203-2
  4. 2018年11月29日発売[12]、ISBN 978-4-592-16204-9
  5. 2019年3月29日発売[13]、ISBN 978-4-592-16205-6
  6. 2019年8月29日発売[14]、ISBN 978-4-592-16206-3
  7. 2020年1月17日発売[15]、ISBN 978-4-592-16207-0
  8. 2020年2月28日発売[16]、ISBN 978-4-592-16208-7
- 宮月新（原作） ・ 向浦宏和（作画） 『虐殺ハッピーエンド〜蒼の章〜』 白泉社〈ヤングアニマルコミックス〉、既刊2巻（2023年12月27日現在） ※電子書籍限定刊行[1]
  1. 2023年10月27日発売[1]
  2. 2023年12月27日発売[17]

## ゲーム
2018年、ニコニコ動画のRPGアツマールの中で、ゲーム化された。（草壁真琴 演：榎木淳弥）